# Amphoriscus gregorii
Amphoriscus gregorii är en svampdjursart som först beskrevs av Lendenfeld 1891.  Amphoriscus gregorii ingår i släktet Amphoriscus och familjen Amphoriscidae. Inga underarter finns listade i Catalogue of Life.